# Gare de Yaniv
La gare de Yaniv, dite aussi Yanov, est une gare ferroviaire, fermée et à l'abandon, de la Ligne Ovroutch-Tchernihiv. Elle est située dans la zone d'exclusion de Tchernobyl à Yaniv (en), à moins de cinq kilomètres au sud de Prypiat, en Ukraine.
La partie centrale comprend trois itinéraires pour les arrivées et les départs et pour le service des marchandises,,,.